# Juan Antonio Sánchez Franzón
Juan Antonio Sánchez Franzón (San Fernando, Cádiz, España, 8 de abril de 1954) es un exfutbolista y actual entrenador de fútbol español.

## Trayectoria deportiva

### Carrera como futbolista: 1971-1985
Como jugador se formó en las categorías inferiores del CD San Fernando. Fue un mediocentro organizador que destacaba por su calidad técnica y por el golpeo a balón parado.
En las temporadas 1971-72 y 1972-73 militó en el Hércules de San Fernando, de 1.ª Regional (equivalente a la actual Segunda RFEF), regresando al primer equipo del CD San Fernando en la temporada 1973-74, donde milita hasta la temporada 1975-76 en Tercera División (actual Primera RFEF).
En el verano de 1976 da el salto al Cádiz CF (Segunda División), con el que consigue el primer ascenso del equipo amarillo a Primera División. En la temporada 1977-78 juega con el Cádiz CF en Primera, destacando como anécdota su debut en la máxima categoría, contra la Real Sociedad en Atocha, en el que marcó un gol de falta directa al mítico Arconada.
Tras completar su tercera campaña en el Cádiz CF, nuevamente en Segunda División, regresa al CD San Fernando en la 1979-1980 en Segunda División B (equivalente a la actual Primera RFEF), permaneciendo cuatro temporadas. En sus dos últimas temporadas como futbolista profesional (1983-84 y 1984-85) militó en el Xerez CD, también en Segunda B.

### Entrenador del San Fernando: 262 partidos repartidos en ocho etapas
Una vez retirado del fútbol comienza inmediatamente su carrera como entrenador en la temporada 1985-86 en el CD San Fernando, club al que dirigió en varias etapas hasta completar un total de 234 partidos, y con el que fue campeón del grupo X de Tercera División en la temporada 1995-96 y subcampeón en las temporadas 1987-88 y 2005-06. Entre abril de 2005 y febrero de 2006 se mantuvo invicto durante 28 jornadas ligueras consecutivas, récord en la historia del CD San Fernando.  También lo dirigió en los últimos ocho partidos de la 2008-09 en Segunda División B, temporada de la desaparición por motivos económicos del club azulino.
En la 2009-10 consiguió ascender con el San Fernando CD (heredero del CD San Fernando tras su refundación) a Tercera División, tras hacerse cargo del equipo en la zona baja de la tabla y salir derrotado únicamente en 3 de los 26 partidos de liga que lo dirigió, venciendo finalmente en la eliminatoria de ascenso al CD Utrera.

### Técnico del Cádiz CF: 1998-2002
Entre 1998 y 2002 formó parte del cuerpo técnico del Cádiz CF, ocupando distintos cargos como entrenador del Cádiz B, coordinador de la cantera o director deportivo. 
Durante esta época también fue entrenador del primer equipo en cuatro etapas distintas. En la 1998-99 comienza en el Cádiz B y se hace cargo del primer equipo tras la cuarta jornada, encontrándose en puestos de descenso; fue sustituido finalmente por el catalán Jordi Gonzalvo  debido a un cambio accionarial, pese a que consiguió revertir la situación; destacan en esta etapa una histórica victoria en Chapín frente al Xerez o sus dos últimos  partidos, con victoria foránea frente al Almería de Lucas Alcaraz y victoria en Carranza por tres goles a uno frente al Real Jaén del técnico Teixidó; al final de esa temporada volvería como coordinador de la cantera. En la 1999-00 dirigió  el equipo durante 13 jornadas, desde la marcha de Chico Linares y hasta la llegada del madrileño Emilio Cruz. Finalmente, en la 2001-02 se hizo cargo del primer equipo en dos ocasiones, la primera sustituyendo a Pepe Escalante y la segunda a José  Enrique Díaz  (en esta última evitó el descenso a Tercera División tras ganar los últimos 5 partidos de liga de forma consecutiva).
En la 2000-01, siendo director deportivo, el Cádiz se quedó  a un gol del ascenso a Segunda División, que finalmente logró el Gimnastic de Tarragona.

### Otros equipos como entrenador: Chiclana CF, Jerez Industrial CF, Lebrija CD, UD Los Barrios y Xerez Deportivo FC
En la temporada 1993-94 consiguió ascender con el Chiclana CF a Tercera División, disputando la liguilla de ascenso a Segunda B en la temporada siguiente, logro que estuvo a punto de repetir en la 1997-98.
También ha sido entrenador de Jerez Industrial CF (en tres etapas distintas), Lebrija CD (fusión de Atlético Antoniano y Balompédica Lebrijana durante finales de los ochenta y principios de los noventa), UD Los Barrios (durante dos temporadas) y Xerez Deportivo FC (desde el 7 de noviembre de 2016 al 3 de abril de 2017, durante 20 jornadas ligueras en las que acumuló un total de 3 derrotas).
Hasta la fecha, entre Liga, Copa del Rey, Copa Federación y promociones de ascenso, ha acumulado como entrenador un total de 614 partidos oficiales, con un balance de 288 victorias, 179 empates y 147 derrotas, con 933 goles a favor y 594 en contra.

## Clubes como futbolista
| Club            | Categoría                   | Año       |
| --------------- | --------------------------- | --------- |
| Hércules CF     | 1.ª Regional                | 1971-1973 |
| CD San Fernando | 3.ª División                | 1973-1976 |
| Cádiz CF        | 2.ª División y 1.ª División | 1976-1979 |
| CD San Fernando | 2.ª División B              | 1979-1983 |
| Xerez CD        | 2.ª División B              | 1983-1985 |

## Clubes como entrenador
| Club                | Categoría                     | Año       |
| ------------------- | ----------------------------- | --------- |
| CD San Fernando     | 3.ª División                  | 1985-1988 |
| Jerez Industrial CF | Regional Preferente           | 1988-1989 |
| CD San Fernando     | 3.ª División                  | 1989-1990 |
| Jerez Industrial CF | 3.ª División                  | 1990-1991 |
| Lebrija CD          | 3.ª División                  | 1991-1992 |
| CD San Fernando     | 3.ª División                  | 1992-1993 |
| Chiclana CF         | Regional Pref. y 3.ª División | 1993-1995 |
| CD San Fernando     | 3.ª División                  | 1995-1996 |
| Chiclana CF         | 3.ª División                  | 1997-1998 |
| Cádiz CF "B"        | Regional Preferente           | 1998-1999 |
| Cádiz CF            | 2.ª División B                | 1998-2002 |
| Jerez Industrial CF | 3.ª División                  | 2002-2003 |
| CD San Fernando     | 3.ª División                  | 2004-2006 |
| UD Los Barrios      | 3.ª División                  | 2006-2008 |
| CD San Fernando     | 2.ª División B                | 2008-2009 |
| San Fernando CD     | 1.ª Andaluza                  | 2009-2010 |
| Xerez DFC           | División de Honor Andaluza    | 2016-2017 |